# Il sole a mezzanotte - Midnight Sun
Il sole a mezzanotte (Midnight Sun) è un film del 2018 diretto da Scott Speer.
Film drammatico romantico americano sceneggiato da Eric Kirsten, basato sull'omonimo film giapponese del 2006, Il sole a mezzanotte ha come protagonisti Bella Thorne, Patrick Schwarzenegger e Rob Riggle, e segue la vita di un'adolescente con xeroderma pigmentoso, che le impedisce di uscire alla luce del sole. Quando però incontra un ragazzo, Charlie Reed, lei dovrà decidere se parlargli della sua condizione, oppure fingere di vivere una vita normale.

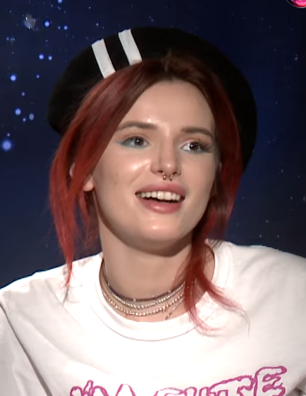
La protagonista Bella Thorne durante la première del film

## Trama
Al riparo fin dalla prima infanzia, Katie Price vive con una sensibilità estremamente pericolosa alla luce solare causata da una condizione genetica rara, lo Xeroderma pigmentoso, da lei chiamata semplicemente "XP". Durante il giorno, è costretta a stare rinchiusa dentro casa, con solo suo padre, Jack, e la sua migliore amica, Morgan, a farle compagnia. Durante la notte, però, Katie esce di casa per andare a suonare alla stazione del treno, e assapora per la prima vera volta la libertà di una ragazza "normale".
Per il suo immaginario diploma, suo padre le regala la chitarra appartenuta alla madre, morta anni prima. Una notte, mentre sta suonando il suo strumento, attira l'attenzione di Charlie, ragazzo per il quale lei ha avuto sempre una cotta, ma fugge via, dimenticando il suo quaderno lì. La sera successiva, quando va a riprenderlo, Katie incontra di nuovo Charlie, con il quale inizia una conversazione. Alla fine, decidono di andare insieme alla festa di un amico di Morgan. Dopo aver lasciato la festa, Katie va al molo insieme a Charlie, dove i due si baciano per la prima volta.
Tuttavia, Katie deve ancora dire a Charlie delle sue condizioni, nonostante suo padre l'abbia avvertita di farlo subito.
Una sera, Charlie porta Katie a Seattle, dove vanno ad un concerto dal vivo, e poi lei fa un'esibizione con la chitarra in una delle strade della città. Una volta a casa, vanno a nuotare nel lago e si asciugano con un fuoco sulla spiaggia. Katie non si rende però conto del tempo che passa e, quando capisce che è quasi l'alba, inizia così una corsa disperata verso casa. Sfortunatamente, non arriva in tempo, e rimane esposta al sole per due secondi. Subito dopo di lei arrivano allarmati Jack e Morgan, che spiega a Charlie che la sua migliore amica è malata.
Dopo una visita medica, nella quale scopre che il suo cervello ha iniziato a contrarsi e che le resta poco tempo da vivere, Katie decide di interrompere i contatti con Charlie e di trovare una ragazza a suo padre, perché pensa che sia importante avere qualcuno accanto nella vita. Jack decide così di ricontattare Charlie, che poco dopo si rimette con la figlia.
Nel poco tempo che le resta da vivere, Katie partecipa a una gara di nuoto di Charlie (che ha ricominciato a praticare lo sport), registra una delle sue canzoni in una casa discografica e decide di andare in barca con il suo ragazzo durante il giorno, nonostante questo anticipi la sua morte, dopo la quale Jack, Charlie e Morgan spargono le sue ceneri nel mare.
Alla fine del film, Charlie, durante il viaggio verso l'università, cercando una stazione radio con un po' di musica, trova la canzone di Katie, che ha avuto così tanto successo da essere mandata in onda, e avverte immediatamente Jack. Subito dopo, si ferma e legge una lettera che la ragazza gli ha scritto prima di morire. Poi riparte in auto con le lacrime agli occhi, ma più felice che mai.

## Produzione

### Cast
La Boies / Schiller Film Group ha finanziato il film, il quale è basato su un film giapponese del 2006 con il medesimo titolo.
Così, il 22 giugno 2015 è stato annunciato che Scott Speer avrebbe diretto un giovane film drammatico romantico per adulti, basato sulla sceneggiatura di Eric Kirsten e interpretato da Patrick Schwarzenegger e Bella Thorne. Anche Rob Riggle, il 9 ottobre 2015, si è unito al cast per interpretare il padre di Katie, Jack.

### Riprese
Le riprese del film sono iniziate il 12 ottobre 2015 a Vancouver, nella regione della Columbia Britannica, in Canada.

## Promozione
Il primo trailer del film, in lingua inglese, è stato diffuso il 1º dicembre 2017.

## Distribuzione
Nell'ottobre 2016 la Open Road Films ha acquisito i diritti di distribuzione del film e lo ha programmato per il marzo 2018, dopo averlo inizialmente programmato per il luglio 2017.
Alla fine il film è stato distribuito nelle sale cinematografiche statunitensi a partire dal 23 marzo 2018.

## Accoglienza

### Incassi
Il film ha debuttato nelle sale italiane al secondo posto, incassando circa 995 000 euro nei primi quattro giorni di programmazione. Negli Stati Uniti invece ha debuttato in decima posizione, con un incasso di 4,1 milioni di dollari al primo fine settimana di programmazione.
A livello mondiale il film ha incassato in totale $ 27,3 milioni.

### Critica
Sul sito web Rotten Tomatoes il film riceve il 21% delle recensioni professionali positive, con un voto medio di 4,4/10, basato su 28 recensioni. Il consenso critico del sito recita: "Il sole a mezzanotte è un romanzo adolescenziale tipicamente manipolativo e artificioso che purtroppo si distingue per il suo ritratto offensivamente inaccurato di una malattia della vita reale".
Su Metacritic, il film ottiene un punteggio medio di 39 su 100, basato su 12 critiche, che indica "recensioni generalmente sfavorevoli".
Al contrario, le persone intervistate da CinemaScope hanno dato al film un ottimo voto medio di "A-" su una scala da A+ a F.

## Riconoscimenti
- 2018 - E! People's Choice Awards[12]
  - Candidatura per il miglior film drammatico a Scott Speer
- 2018 - Teen Choice Award[13][14]
  - Candidatura per il miglior film drammatico a Scott Speer
  - Candidatura per la migliore attrice in un film drammatico a Bella Thorne
  - Candidatura per il miglior attore in un film drammatico a Patrick Schwarzenegger
  - Candidatura per il Movie Ship a Bella Thorne e Patrick Schwarzenegger